# 貝塚だんじり祭
貝塚だんじり祭（かいづかだんじりまつり）は、大阪府貝塚市各地で行われるだんじり祭の総称。

## 各地区の概要・祭礼町会

### 麻生郷
旧 泉南郡麻生郷村、島村、北近義村大字石才に該当。南海本線・水間鉄道水間線の貝塚駅山側周辺で行われる。見物ポイントは海塚交差点（通称：たこぼうず）など。
- 久保、小瀬、堀、東町、海塚、半田、麻生中（阿理莫神社）
- 石才（脇浜戎神社）

### 南近義
旧 泉南郡南近義村に該当。JR西日本阪和線の和泉橋本駅浜側周辺で行われる。見物ポイントは地蔵堂交差点（通称：イオン）など。
- 窪田、堤、地蔵堂、王子、橋本（南近義神社）

### 木島・西葛城
旧 泉南郡木島村、西葛城村に該当。水間鉄道水間線沿線の山手で行われる。見物ポイントは名越交差点（通称：ユニオン）など。
- 清児、名越、森、三ツ松、水間（稲荷神社）
- 木積、馬場（西葛城神社）

### その他
旧 泉南郡北近義村大字脇浜および脇浜沖埋立による新興住宅地に該当。いずれも所曳き。
- 脇濱（高龗神社）
- 二色（高龗神社）

## 日程
毎年体育の日の前々日と前日。